# Linköping HC
Le Linköping HC, souvent désigné seulement sous le sigle LHC, est un club de hockey sur glace localisé à Linköping en Suède et qui évolue dans l'Elitserien depuis 2001.

## Historique
Le club a été fondé le 4 août 1976 quand la section hockey sur glace du club du BK Kenty devint indépendante. L'équipe participa aux séries éliminatoires de l'Elitserien cinq fois, participant aux deux dernières finales (2007 et 2008). Les matches locaux sont disputés au Saab Arena.
L'équipe féminine de Linköping de football, le Linköpings FC, est affiliée et financée par le Linköping HC.

## Palmarès
- Vainqueur de l'Allsvenskan : 1999.
- Vainqueur de la Rikserrien : 2014

## Joueurs

### Joueurs actuels
| No    | Nom                  | Nat. | Position  | Arrivée                        |
| ----- | -------------------- | ---- | --------- | ------------------------------ |
| +031, | Jesper Myrenberg     |      | Gardien   | Formé au club                  |
| +063, | Marcus Högberg       |      | Gardien   | 2021 - Sénateurs d'Ottawa      |
| +003, | Linus Hultström      |      | Défenseur | 2022 - Metallourg Magnitogorsk |
| +005, | Oscar Fantenberg     |      | Défenseur | 2022 - SKA Saint-Pétersbourg   |
| +006, | Mattias Hävelid      |      | Défenseur | Formé au club                  |
| +008, | Jonathan Myrenberg   |      | Défenseur | Formé au club                  |
| +027, | William Worge Kreü   |      | Défenseur | 2023 - IK Oskarshamn           |
| +028, | John Nyberg          |      | Défenseur | 2021 - Brynäs IF               |
| +037, | Jesper Pettersson    |      | Défenseur | 2021 - Djurgårdens IF          |
| +044, | Jonas Junland        |      | Défenseur | 2020 - Lausanne HC             |
| +055, | Arvid Aronsson       |      | Défenseur | 2023 - BIK Karlskoga           |
| +011, | Henrik Törnqvist     |      | Attaquant | 2019 - Timrå IK                |
| +013, | Anthony Greco        |      | Attaquant | 2023 - Frölunda HC             |
| +017, | Sebastian Strandberg |      | Attaquant | 2022 - Djurgårdens IF          |
| +018, | Remi Elie            |      | Attaquant | 2023 - Färjestad BK            |
| +019, | Patrick Russell      |      | Attaquant | 2021 - Oilers d'Edmonton       |
| +021, | Christoffer Ehn      |      | Attaquant | 2021 - Frölunda HC             |
| +022, | Vilmos Galló         |      | Attaquant | 2021 - Luleå HF                |
| +025, | Filip Bystedt        |      | Attaquant | Formé au club                  |
| +026, | Fabian Wagner        |      | Attaquant | Formé au club                  |
| +039, | Ty Rattie            |      | Attaquant | 2022 - Timrå IK                |
| +041, | Broc Little          |      | Attaquant | 2018 - HC Davos                |
| +061, | Markus Ljungh        |      | Attaquant | 20210 - Admiral Vladivostok    |
| +077, | Taylor Leier         |      | Attaquant | 2023 - Straubing Tigers        |
| +090, | Lance Bouma          |      | Attaquant | 2023 - Malmö Redhawks          |

### Numéros retirés
- 10 - Mats Andersson
- 15 - Stefan Jacobsson
- 16 - Michael Helber